# Bettan Byvald
Bettan Elisabeth Viviann Byvald, född 1 september 1954, är en svensk socialarbetare som större delen av sitt yrkesliv varit verksam i Angered.
Byvald är utbildad fritidsledare och socionom. Hon har även på Regeringskansliet arbetat för Nationella samordnaren mot våldsbejakande extremism. Byvald uppmärksammades 2018 i ett flersidigt reportage i Dagens Nyheter, där terrorforskaren Magnus Ranstorp beskrev henne som "en passionerad enmansstyrka mot extremism".
Bettan Byvald utnämndes i mars 2024 till riddare av första klass av Vasaorden för "mångårigt betydande socialt arbete".

## Utmärkelser
- Göteborgs Stads förtjänsttecken 2012 [5]
- FORSA-priset 2022 [6]
- Riddare av 1:a klass av Vasaorden, 21 mars 2024